# Il Giorno
Il Giorno es un periódico nacional en idioma italiano, con sede en Milán, Italia; tiene numerosas ediciones locales en Lombardía.

## Historia y perfil
Il Giorno fue fundada por el empresario italiano Cino Del Duca el 21 de marzo de 1956, con el periodista Gaetano Baldacci, para desafiar a Corriere della Sera, también un diario publicado en Milán. Más tarde, debido a una crisis financiera, el administrador público italiano Enrico Mattei y la industria petrolera de propiedad estatal Eni compró parte de la editorial. El periódico mantiene una postura política liberal.
En 1959, Del Duca vendió su participación a Eni e Italo Pietra se convirtió en el editor del periódico. Uno de los antiguos colaboradores del diario fue Adolfo Battaglia.
En 1997, Eni vendió Il Giorno a la editorial italiana Poligrafici Editoriale, que también posee otros dos periódicos italianos (il Resto del Carlino y La Nazione) bajo la red Quotidiano Nazionale.
En 2000, Il Giorno cambió de un formato de gran formato a un tabloide. El periódico se publicó en formato tabloide hasta 2003, cuando adoptó nuevamente el formato de gran formato. En 2009, el periódico comenzó a publicar un nuevo suplemento deportivo.

## Circulación
La tirada de 1988 de Il Giorno fue de 290 000 copias. En 1992 tenía una tirada de 170 000 ejemplares. Su tirada fue de 75 600 ejemplares en 2004. En 2008 el periódico tuvo una tirada de aproximadamente 69 000 ejemplares.